# Berglieder
Berglieder ist ein Walzer von Johann Strauss (Sohn) (op. 18). 
Das Werk entstand im Jahr 1845 und wurde am 18. August gleichen Jahres beim Tiroler Fest im damaligen Vergnügungsetablissement Tivoli im ehemaligen Wiener Vorort Obermeidling (heute Meidling), erstmals aufgeführt.